# Kalar

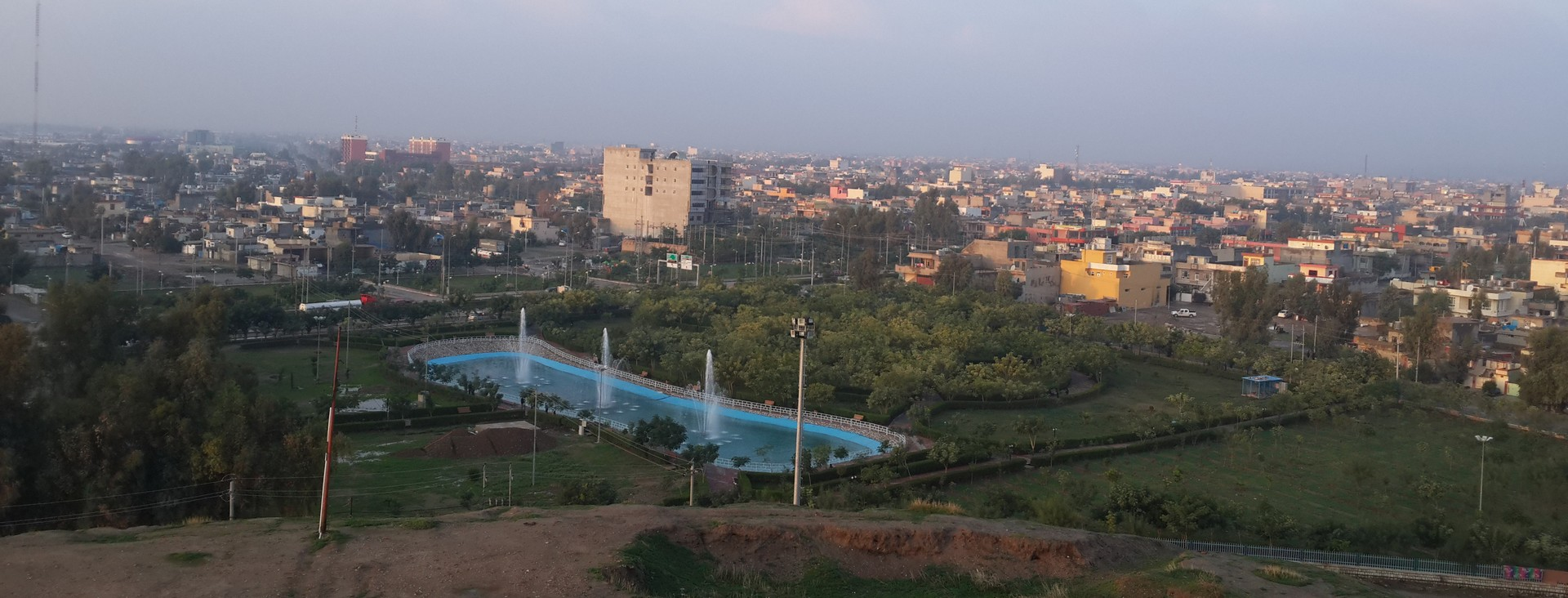
Kalar

Kalar (kurdiska:کەلار, arabiska:كلار) är en kurdisk stad i provinsen Sulaymaniyya. Staden ligger 180 kilometer norr om Bagdad, 140 kilometer söder om Sulaymaniyya, 90 kilometer sydost om Kirkuk och 35 kilometer från den iranska gränsen.

## Personer från Kalar
- Kawa Garmeyani